# Al Kasha
Al Kasha (Nueva York, Estados Unidos, 22 de enero de 1937-Los Ángeles, 14 de septiembre de 2020) fue un compositor de canciones estadounidense.

## Carrera artística
Fue conocido por ser el compositor de la canción The Morning After en 1972 junto al también compositor Joel Hirschhorn. Esta canción ganó el premio Óscar a la mejor canción original de dicho año, cuando aparecía en la película La aventura del Poseidón donde era interpretada por la cantante Maureen McGovern.
Dos años después, compuso, de nuevo acompañado por Joel Hirschhorn, la canción We May Never Love Like This Again, que nuevamente consiguió el premio Óscar a la mejor canción original. Esta canción estaba incluida en la banda sonora de la película The Towering Inferno, donde era interpretada, al igual que la canción anterior, por Maureen McGovern.

## Premios y distinciones
Premios Óscar
| Año  | Categoría              | Canción                              | Película                 | Resultado |
| ---- | ---------------------- | ------------------------------------ | ------------------------ | --------- |
| 1973 | Mejor canción original | «The Morning After»                  | La aventura del Poseidón | Ganador   |
| 1975 | Mejor canción original | «We may never love likes this again» | El coloso en llamas      | Ganador   |
| 1978 | Mejor orquestación     | Mejor orquestación                   | Pedro y el dragón Elliot | Nominado  |
| 1978 | Mejor canción original | "Candle on the Water"                | Pedro y el dragón Elliot | Nominado  |